# Brzuśnia (dopływ Mrogi)
Brzuśnia – struga, prawy dopływ Mrogi o długości 9,93 km.
Płynie w województwie łódzkim. Jej źródła znajdują się w okolicach wsi Kuźmy i Trzcianka. Przepływa m.in. przez  Rudniczek. Do Mrogi wpada w centrum Głowna.